# Zvone
Zvone je moško osebno ime.

## Izvor imena
Ime Zvone je različica moškega osebnega imena Zvonko.

## Pogostost imena
Po podatkih Statističnega urada Republike Slovenije je bilo na dan 31. decembra 2007 v Sloveniji število moških oseb z imenom Zvone: 112.

## Osebni praznik
V koledarju je ime Zvone skupaj z imenom Zvonko.